# Sporting Huelva
Der Sporting Club de Huelva ist ein Sportverein aus Huelva in Spanien, der seit 2004 ausschließlich eine Fußballabteilung für Frauen betreibt.

## Geschichte
Sporting Huelva wurde von Antonio Toledo Sánchez am 2. Juli 1979 zunächst noch als Talentförderungsverein für Jungen gegründet, den er im Zuge einer Neuausrichtung der Vereinspolitik im Oktober 2004 zu einem reinen Fußballclub für Frauen umwandelte und bis heute trainiert. Bereits 2006 stieg der Club in die erste spanische Profiliga der Frauen auf. Nach einem 2:1-Finalsieg über den FC Valencia sicherte er sich am 17. Mai 2015 die Copa de la Reina den ersten größeren Titel der Clubgeschichte. Die Saison 2023/24 beendete Sporting Huelva auf dem 16. und letzten Platz und musste nach 18 Jahren in der höchsten Spielklasse den Weg in die Primera Federación antreten.

## Erfolge
| Spanischer Pokal    | (1×): | 2015             |
| Andalusischer Pokal | (3×): | 2015, 2016, 2017 |

## Ehemalige Spielerinnen
- Imke Wübbenhorst (2015)